# Tomas Björkman
Tomas Björkman, född 3 mars 1958 i Borås, är en svensk finansman, samhällsentreprenör och författare. Han är uppvuxen i Borås, har varit verksam i Stockholm och Genève och är nu bosatt i London. 

## Utbildning
Björkman studerade på naturvetenskaplig linje vid Bäckängskolan i Borås och tog därefter en filosofie kandidatexamen i fysik från Uppsala universitet och en Master of Science (1st) från University of Sussex.

## Karriär
1990 grundade Björkman IBP Fondkommission AB som blev först i Skandinavien med att introducera strukturerade finansiella instrument. När han 1996 flyttade till Genève för att där starta upp en liknande varsamhet hade fondkommissionären kontor i Stockholm, Göteborg, Malmö, Oslo och Helsingfors. När verksamheterna 2001 såldes till den schweiziska bankgruppen EFG blev han styrelseordförande i det som då kom att bli EFG Investment Bank i Stockholm.
Parallellt med bankverksamheten verkade Björkman också som entreprenör i IT- och fastighetsbranschen.

## Samhällsengagemang
Efter att 2006 ha lämnat finansvärlden grundade Björkman 2008 Stiftelsen Ekskäret i Stockholm. Stiftelsen har sin bas i verksamheten på stiftelsens ö Ekskäret vid Finnhamn i Stockholm skärgård. Stiftelsen verkar för att bidra till en mer medveten och hållbar samhällsutveckling. Stiftelsen lägger särskilt fokus på kopplingen mellan inre, personlig utveckling och samhällsutveckling.
2010 tog Björkman initiativet till bildandet av ungdomsföreningen Protus som anordnar ungdomsläger för politiskt och religiöst obundet filosofiskt utforskande av livet. Föreningen anordnar årligen ett tiotal läger på olika platser i Sverige.
2016 startade han tillsammans med Jonathan Rawson forskningsinstitutet Perspectiva i London. Syftet med institutet är att utveckla akademiskt tänkande kring ett möjligt system- och perspektivskifte i samhället i riktning mot en mer medveten och hållbar samhällsutveckling.
2017 tog Björkman tillsammans med Norrsken Foundation initiativet att starta den digitala plattformen 29k som syftar till att med digital hjälp göra inre, personlig utveckling tillgänglig för så många som möjligt.
Björkman är sedan 2014 medlem av den globala tankesmedjan Romklubben (Club of Rome) som med stort miljöfokus engagerar sig i internationella politiska frågor. Björkman är också ledamot av Kungliga Ingenjörsvetenskapsakademien. och ledamot av World Academy of Art and Science.

## Författare
Tomas Björkman har publicerat tre böcker:
- I The Market Myth (2016) analyserar han marknaden som social konstruktion och synliggör ett antal vanliga missuppfattningar om marknadens styrkor och svagheter.
- I Världen vi skapar, (2017) tecknar Björkman en systemisk helhetsbild av samhällsutvecklingen som integrerar ett naturalistiskt utifrånperspektiv med fenomenologiskt inifrånperspektiv och postmodern samhällskritik.
- The Nordic Secret (2017), tillsammans med Lene Rachel Andersen, analyserar den jämförelsevis mycket lyckade övergången från det för-moderna till det moderna samhället som ägde rum under tidigt 1900-tal i de nordiska länderna. Storskalig satsning på personlig utveckling/bildning för att lägga grunden till ett brett folkligt engagemang i byggandet av demokratin lyfts fram som en avgörande orsak till framgången.